# 凱旋式

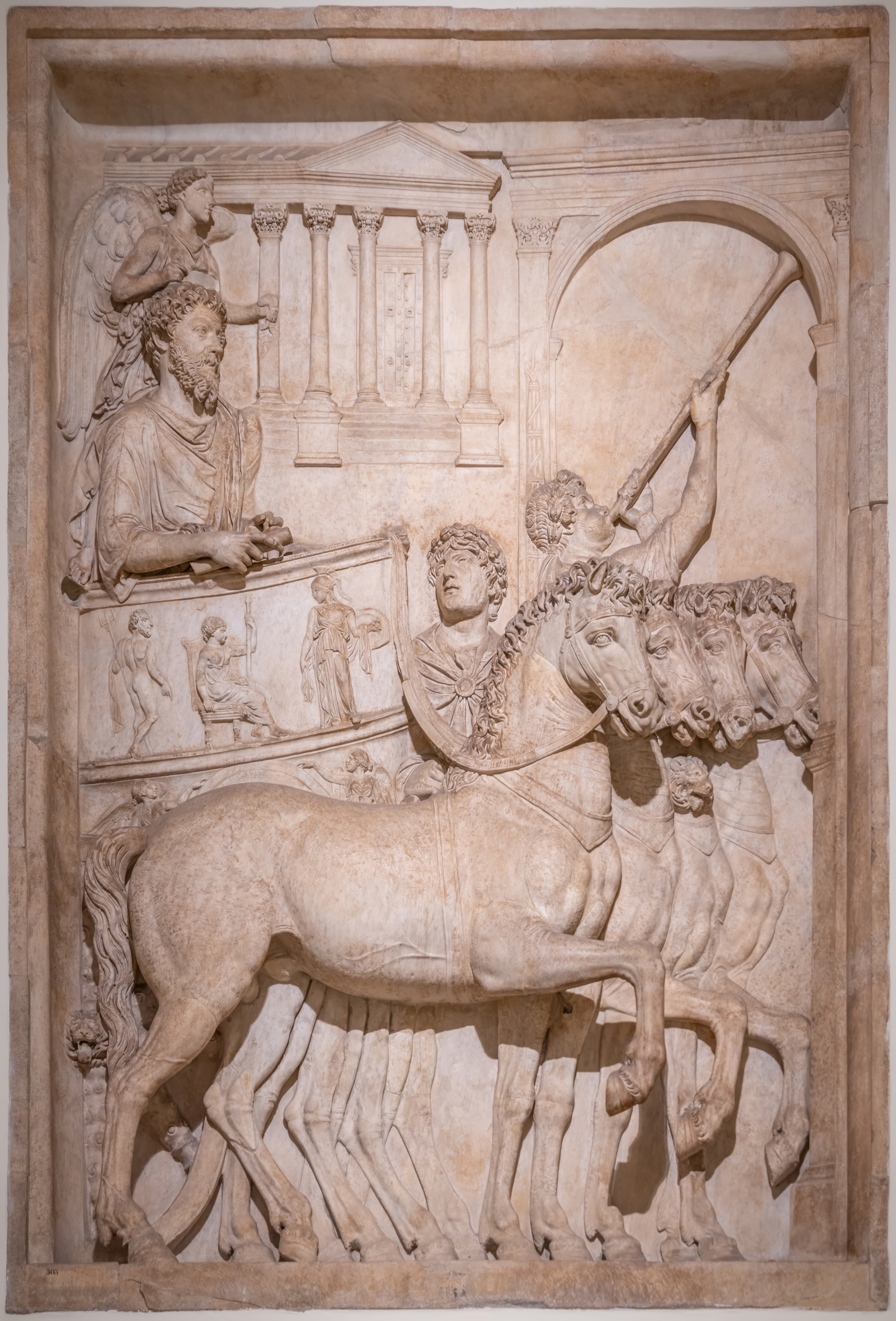
マルクス・アウレリウス帝の凱旋式のレリーフ。羽を持つ精霊が皇帝の頭上に描かれている

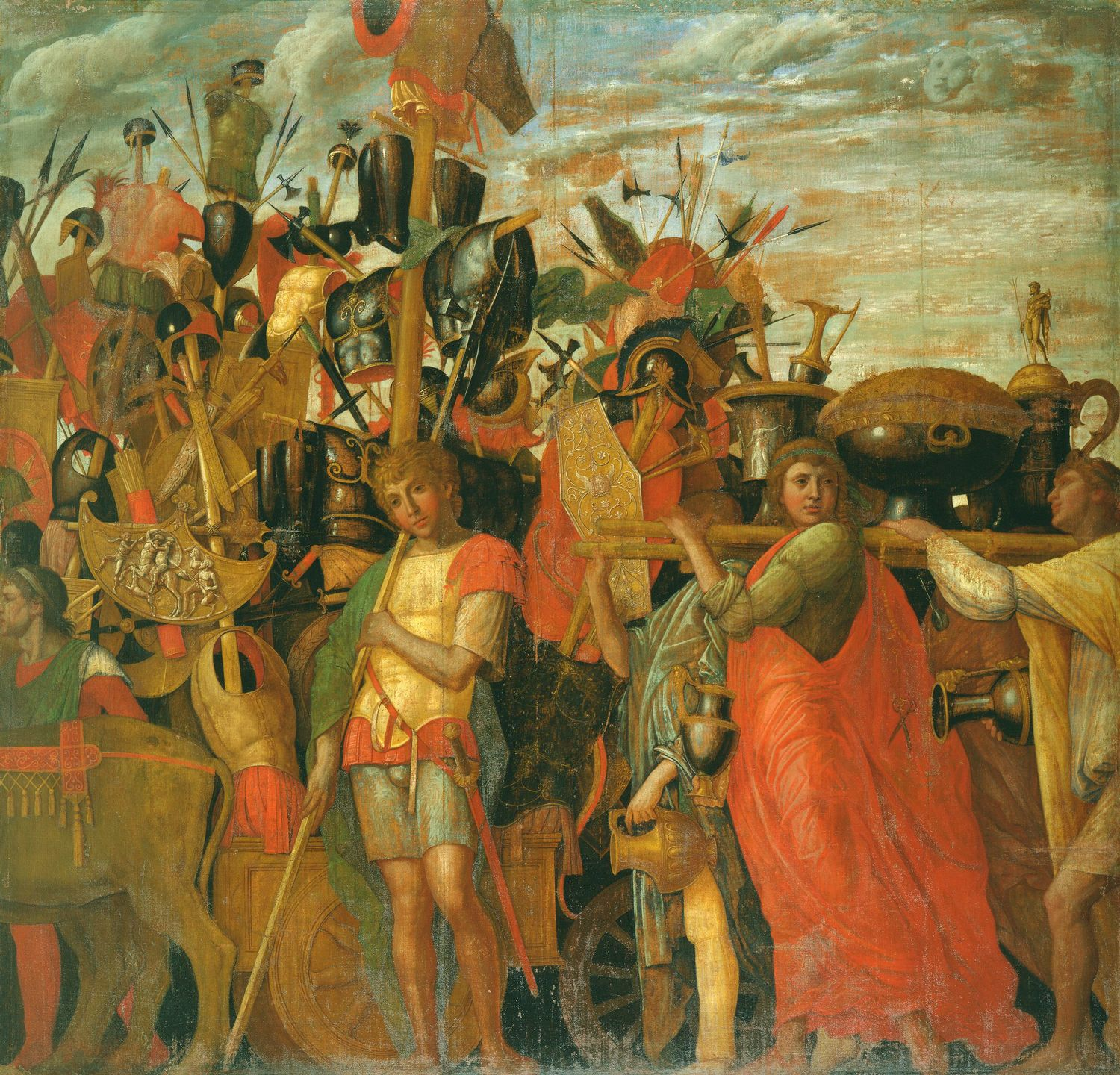
カエサルの凱旋（9枚から生る絵画）の一部。アンドレア・マンテーニャ画、1482年 - 1494年。英国王室コレクション

ローマの凱旋式（がいせんしき、triumphus）は、古代ローマにおける市民儀式、および宗教的典礼であり、国家の勝利に貢献した司令官を民衆の前で讃えるイベントである。
凱旋式の日、将軍はレガリア（王位の象徴）として月桂樹の冠をかぶり、金糸で刺繍した紫色のトガを着用した。これはその将軍が、半ば神聖で、君主に近い存在と認められていたためであり、その顔を（神であることを示す）赤く塗ることも知られている。凱旋将軍は4頭立ての戦車に乗り、非武装の兵士、捕虜、戦利品を従えてローマ市内を行進した。最後にカピトリヌスの丘のユピテル・オプティムス・マキシムス、ユーノー、ミネルウァ神殿で、神々に対して犠牲と勝利の証拠を捧げた。共和政ローマ時代の「父祖の遺風」（モス・マイオルム）に従い、このような特別な時間であるにもかかわらず、将軍はローマ元老院、市民、神々の代理として、威厳を持ちかつ謙虚に振舞った。同時に、凱旋式は宗教的および軍事的儀式としてだけでなく、自己宣伝のための特別な機会を提供した。
ほとんどのローマの祭日は暦で決まっていたが、凱旋式を行う日は自由であり、勝利からできるだけ早く実施された。パレードのほかに祝宴、競技会なども開催された。共和政後期になると、ローマの拡張にしたがって各将軍が競い合うようになり、凱旋式は長期間かつ豪華になり、数日間にわたり公共の競技会や祭りが続くこともあった。帝政が始まると、凱旋式は帝国の秩序を反映し、皇帝家族のみが実施できるものとなった（他の将軍は凱旋将軍顕彰を授与されるのみ）。
凱旋式の様式は、中世以降にヨーロッパの王族が真似るようになった。

## 背景と儀式

### 凱旋将軍
共和政ローマにおいては、真に例外的な勝利に対して最高の栄誉が与えられ、「凱旋将軍」（vir triumphalis）として半ば伝説的な人物とみなされた。実際、将軍は「その日の王」であり、半ば神聖なものとされた。彼は王政ローマの伝統的な王位の象徴である金で刺繍した紫色のトガ、月桂樹の冠、赤いブーツを着用し、ローマの最高神ユピテル・カピトリヌスを表すために顔を赤く塗った。4頭立ての戦車に乗り、同僚と拍手を送る大衆が見守る中、ローマの街中を行進し、カピトリヌスの丘のユピテル神殿へと向かった。捕虜と戦利品が先に進み、ローマ軍兵士は後に続いた。カピトリヌスの神殿に着くと、ユピテルのために2頭の雄牛を生贄とし、ユピテル像の足元に勝利の印を置き、その勝利を元老院、ローマ市民およびローマの神々に捧げた。
凱旋式の実施日は、ローマの宗教的儀式、祝祭とは無関係に決められた。ほとんどの場合、実行可能な最も早い幸先の良い日に実施されているようである。伝統的に、ローマの全ての神殿が凱旋式の期間中は開けられていた。式典は、ある意味では、ローマの全ての神々が分かち合うものであるが、特定の祝祭や記念日に重なることも避けられなかった。これらの幾つかは偶然かもしれないが、意図して特定の日に行われた場合もあった。たとえば、3月1日は軍神マールスの誕生日であり、シルウァ・アルシアの戦いに勝利して共和政ローマでの最初の凱旋式を挙行したプブリウス・ウァレリウス・プブリコラの凱旋式の日（紀元前509年3月1日）でもあった。共和政ローマではこのほかに6度、凱旋式が3月1日に実施されており、さらには伝説的な初代の王ロームルスの最初の凱旋式（即ちローマ史上初の凱旋式）も3月1日に行われたとされている。グナエウス・ポンペイウスは、彼の三度目で最も輝かしい凱旋式を、自身の誕生日に実施するために数か月遅らせている。
宗教的側面は別として、凱旋式の中心は将軍自身であった。式典は、一時的なものではあるが、将軍をいかなるローマ人より高位に昇華させた。この栄誉に与れるのは極めて限られた人であった。スキピオ・アフリカヌス（紀元前259年3月11日凱旋式実施）以来（少なくとも帝政時代の歴史家にとっては）、凱旋将軍はアレクサンダー大王、および全ての人類のために無私無欲の奉仕をした半神半人の英雄ヘーラクレースと関連付けられた。彼の豪華な戦車には、ねたみや見物人の悪意を避けられるように、男根（ファスキヌス）が飾られていた。時には、公有奴隷を随伴させることで、「将軍は今日絶頂にあるが、明日はそうであるかわからない」ということを思い起こさせることもあった（メメント・モリ）。

### パレード
ローマ初期の凱旋式は、凱旋将軍とその兵士を戦利品と共に祝う単純なパレードで、神々に対する何らかの捧げ物で終了した。王が軍事指揮官であった王政時代の伝説的あるいは半伝説的な勝利に対する凱旋式はこのように行われていた。ローマの人口、国力、影響力および領土が拡大するに連れ、凱旋式の規模、期間、バリエーション、パレードの贅沢さも増して行った。
パレードに参加する人々は、おそらくは夜明け前にカンプス・マルティウス（マールスの野）に集合した。予想外の遅れが出たり事故が起こった場合は別として、可能な限りゆっくりとしたペースで行進し、途中決められた場所で何度かパレードは停止し、最終目的地であるカピトリヌスの丘のユピテル神殿に向かったが、その距離は4 km弱であった。凱旋パレードは非常に長く、ゆっくりと進むことが知られていたが、長い場合には2日または3日かける場合もあり、時にはそれより長い場合もあった。パレードの距離自身も延長される場合があった。
古代の資料、現代の研究共に標準的な行列の並び順は以下の通りとしている。まず敵軍の指導者、その同盟者、捕虜となった兵士（場合によってはその家族）が歩くが、多くの場合鎖でつながれており、この内何名かは処刑されるかあるいは長期間晒し者にされる場合もあった。続いて捕獲された武器、甲冑、金銀、彫像、敵国の奇妙でエキゾチックな宝物がこれに続く。また戦争の重要な場所とエピソードを描いた絵画、彫像、模型等も同時に展示される。次の列は元老院議員と政務官（マギステル）で、何れも徒歩で行進し、それに赤いローブを着たリクトル（護衛兵）が続いた。リクトルのファスケス（儀仗用の斧）は月桂樹で飾られていた。その後に凱旋将軍が4頭立ての戦車に乗って続く。戦車には公的奴隷が同乗したり、場合によっては将軍の小さな子供が同乗することもあった。士官や年上の子供達は、戦車の近くを馬に乗って行進した。その次が非武装の兵士達である（ローマ市内に武装した兵士は入れない）。兵士達はトガ姿で月桂樹の冠をかぶり、「勝利！」（io triumphe）と唱和し、また下品な歌を歌った。パレードの途中のどこかで、ユピテルに捧げるための完璧な2頭の白い牡牛が加わる。牡牛の角には金箔が貼られ、花輪で飾られていた。パレード中はずっと音楽が奏でられ、香が焚かれ、花吹雪が舞った。
パレードの費用と管理に関してはほとんど知られていない。その莫大な費用の一部は国庫から支出されたが、その多くは古代の資料が詳しく述べる将軍自身の戦利品で負担されたと思われる。一旦戦利品が売却されると、これらの動産はローマ経済に大きな影響を与えた。オクタヴィアヌスがエジプトに勝利した際は、その戦利品の売却益のため金利は下がり、土地の価格は上昇している。古代の資料は、凱旋式のロジスティクスに関しても何も伝えていない。たとえば、数日にわたる凱旋式の間、兵士や捕虜がどこで食事をしまた寝たのか、数千の観衆が最終日のユピテル神殿での儀式まで、どこに泊まっていたのか、などは不明である。

### パレードの経路
以下の経路は、「何人かまたは多くの」凱旋将軍のパレードの経路を、現代の研究を元に再現したものである。実際の経路は、ローマ市内の再開発や建物の建築、あるいは凱旋将軍自身の選択によって幾らか変わってくる。出発点はカンプス・マルティウスであるが、ここはローマ市の宗教的な境界線（ポメリウム）の外側にあり、西はティベリス川（テヴェレ川）に接していた。パレードは凱旋門（Porta Triumphalis）を通って市内に入り、ポメリウムを越える。ここで将軍は軍事指揮権を元老院と政務官に返還する。凱旋通り（Via Triumphalis）を通ってカピトリヌスの丘の南側にあるフラミニウス円形広場（紀元前221年建設）とウェラブルムを通過し、大戦車競技場に向かう。おそらくは、処刑される捕虜はマメルティヌスの牢獄で列から離れたと思われる。そこからメインストリートであるウィア・サクラに入り、フォルム・ロマヌムに至る。最後にカピトリヌスの丘に登ってユピテル神殿に到着する。生贄の儀式と奉納が完了すると、パレードの参加者や観衆は、凱旋将軍が主催する宴会、競技会やその他の催し物に散らばって行った。

### 宴会、競技会、催し物
多くの凱旋式において、凱旋将軍はパレード後の宴会を彼自身の負担で開催した（戦利品の売却益）。一般市民を対象とした宴会のほか、上流階級のための宴会も開催され、時には夜通し続けられた。ハリカルナッソスのディオニュシオスは、彼の時代（紀元前1世紀後半）の宴会と、ロームルスの時代（紀元前8世紀）に行われていたであろう「宴会」を対比させている。ロームルスの時代には、市民は家の前に「お帰りなさい」の意味で食卓を出し、凱旋してきた兵士達は行進中に、食卓から食卓へとつまみ食いをしていた。マルクス・テレンティウス・ウァロ（紀元前116年 - 紀元前27年）は、紀元前71年のカエキリウス・メテッルスの凱旋式において、彼の叔母が5,000羽のツグミを提供することによって20,000セステルティウスを得たと述べている。
いくつかの凱旋式では、戦争前あるいは戦争中に行った神々への誓いが実現したことの返礼として、ルディ（総合競技会、en）が行われることがあった。共和政時代には、その開催費用も凱旋将軍が負担した。マルクス・フルウィウス・ノビリオルはアエトリア同盟に対する勝利を記念する凱旋式（紀元前189年）において、10日分のルディの開催費用を負担している。

### 記念物

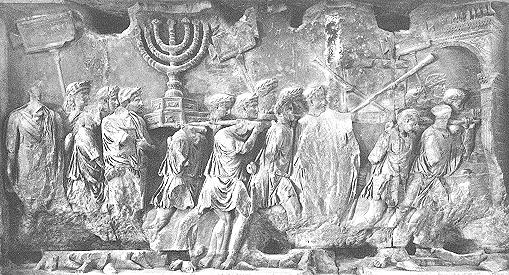
エルサレム攻囲戦の勝利を記念して紀元82年に建設されたティトゥスの凱旋門の一部

ほとんどのローマ人は「大勝利」自体を見たことはなかったが、その象徴はローマの心理的・物質的文化に浸透して行った。凱旋将軍達は高額なコインを鋳造し、その名声と気前の良さを帝国全体に広めた。ポンペイウスが実施した三度の凱旋式はその典型例であった。一つはアウレウス金貨であり、コインはアフリカを象徴する月桂樹で縁取られており、中にポンペイウスの横顔、左側には彼の称号である「マグヌス」(偉大な）の文字、彼の終身官職であるアウグル（鳥占官）の象徴である先端が湾曲した棒（リトゥウス）と水差しが描かれている。裏側は、プロコンスルの文字と勝利の女神ウィクトーリアと共に戦車に乗る姿が刻まれている。デナリウス銀貨には、リトゥウスと水差しに加え、3つの戦利品が描かれている。別のコインには、彼の「世界征服」の象徴として勝利の花輪に囲まれた「世界」が刻まれ、彼の勝利によりローマの穀物の供給が守られたことを示す、穀物の花穂が描かれた。
共和政時代には、凱旋将軍が勝利のレガリアを着用するのは凱旋式当日のみであり、その後は私邸のアトリウムに飾られていたと思われる。また、特別な葬儀を行う権利も得た。その葬儀では、将軍の棺の後を彼の先祖の仮面を付けた俳優達が続き、他の俳優が勝利の冠、トガ、将軍の仮面を付けて彼自身に扮し、彼の勝利の偉業を再現した。ただ、これ以上の栄誉は（王政復活の）嫌疑を受けた。ポンペイウスは勝利の花輪を大戦車競技場で着用する特権を得たが、敵意を持って迎えられた。ユリウス・カエサルは「何時でも何処でも」勝利のレガリアを着用する権利を得ていたが、これが君主制復活の兆候の一つと見なされ、このためにカエサルの暗殺を正当化するものもいた。帝政時代になると、皇帝はその地位、権威、神聖性を現すためにレガリアを着用し、皇帝礼拝の中心的存在となった。
公共用の建築物や記念碑も勝利を末永く記憶させた。ポンペイウスは戦利品の売却益で、ローマ最初の石造りのポンペイウス劇場を市民への贈り物として紀元前55年に竣工させたが、その回廊と柱列は彼の勝利を記念する像、絵画、記念品の展示場でもあった。劇場には劇場を自身の個人的な神であるウェヌス・ウィクトリクス神殿が併設されていた。その1年前に、ウェヌス・ウィクトリクスを描いたコインを鋳造している。ユリウス・カエサルはウェヌス女神は彼の守護神であると同時に祖先神であると主張した。彼はカエサルのフォルムに新しいウェヌス・ゲネトリクス神殿を建設し、紀元前46年の4度目の凱旋式の間にこれを寄贈した。
カエサルの後継者でローマ帝国最初の皇帝となったアウグストゥスは、アクティウムの海戦の勝利を記念して、ギリシアのアクティウムの海岸に、戦場を見下ろすように戦勝記念碑を建てた。鹵獲したエジプトの軍船から取り外した青銅の衝角が海側の壁から突き出ていた。皇帝は次第に神格化されるようになるが、これはアウグストゥスが擬似的な君主政（プリンキパトゥス）を開始したことに始まる。ティトゥスの凱旋門は第10代皇帝ティトゥスのエルサレム攻囲戦の勝利を記念して紀元82年に第11代皇帝ドミティアヌスが建設したものだが、ユダヤとの戦いは第9代皇帝ウェスパシアヌスとの共同作業であった。その彫刻石版にはエルサレムの神殿からの押収品と宝物を見せる凱旋パレードが描かれている。このときの戦利品の売却利益の一部は、コロッセウムの建設費用にあてられた。他の石版には、神格化されたティトゥスの葬儀が描かれている。これに先立ち（紀元81年）、元老院は大戦車競技場にもティトゥスの勝利を讃える三重の凱旋門を作ることを決定していた。

## 勝利に対する報酬
共和政時代の伝統では、ローマ元老院のみが凱旋式実施の許可を出す権利を持っていた。戦いに勝利し、凱旋式を希望する将軍は、その旨を伝える使者を元老院に送った。公式には、凱旋式は傑出した勝利への見返りとして実施された。勝利に加えていくつかの条件が満たされれば、時と場合により異なるようだが、国庫から資金が提供され、少なくとも公式のパレードの費用は元老院が支払った。ほとんどのローマの歴史家は元老院での議論内容と投票結果、民会での承認を記している。このようにして、元老院とローマ市民は国家財源と将軍に対する支出あるいはその抑制を行うことができた。幾つかの凱旋式は、大きな議論もなく完全に認められている。いくつかは元老院が認めなかったものの、将軍自身が市民に直接アピールしまた自身の支出で競技会の開催を約束することにより、結局は実施されている。多くの場合は、長々とした議論の後、拒絶あるいは承認されている。将軍も元老院議員も共に政治家であり、ローマの政治家は、協力、裏切り、非公式の取引、賄賂などで悪名高かった。元老院での議論は、凱旋式の伝統、先例、そして妥当性であった。将軍自身の政治的・軍事的権力や任期、さらには凱旋式を実施した場合のその後の影響も議論された。元老院が凱旋式実施を許可する正式の「凱旋式法」があった訳ではないが、ウァレリウス・マクシムス（1世紀の歴史家）は、少なくとも一つの戦闘で5,000以上の敵兵を倒した場合にのみ実施できると述べている。
帝政時代になると、凱旋式は帝国の権威と正当性の示威としてより政治化された。

## 小凱旋式
凱旋式に代わって、将軍は小凱旋式（オウァティオ）を実施できる場合もあった。兵士は伴わず、ウェヌスのギンバイカの花冠と政務官の着るトガ・プラエテクスタを着用して、徒歩で市内に入城した。紀元前211年、第二次ポエニ戦争のシュラクサイ包囲戦に勝利したマルクス・クラウディウス・マルケッルスは凱旋式を求めたが、彼の軍はまだシケリアにあって凱旋式に参加することは不可能であった。元老院は代わりに感謝祭（スプリカティオ、en）と小凱旋式を提案した。その前日に、マルケッルスは非公式にアルウァノ山（en）で勝利を祝っている。彼の小凱旋式は、正規の凱旋式の一部を実行したものであった。パレードではシュラクサイ包囲戦を描いた大きな絵、使用した攻城兵器の実物、鹵獲した石版、金銀、宝石、彫像、豪華な家具などが展示された。カルタゴへの勝利の象徴として、8頭の象がパレードを先導した。彼のヒスパニアとシケリアの同盟軍兵士達が金の冠を着用して加わった。彼らにはローマ市民権とシケリアの土地が与えられた。
紀元前71年、スパルタクスの乱を鎮圧したマルクス・リキニウス・クラッススは小凱旋式を実施し、ユピテルの勝利の王冠を着用しその栄誉が讃えられた。小凱旋式も凱旋式とならんで、「凱旋式記録」（ファスティ・トリウムファレス）に記録されている。

## 資料

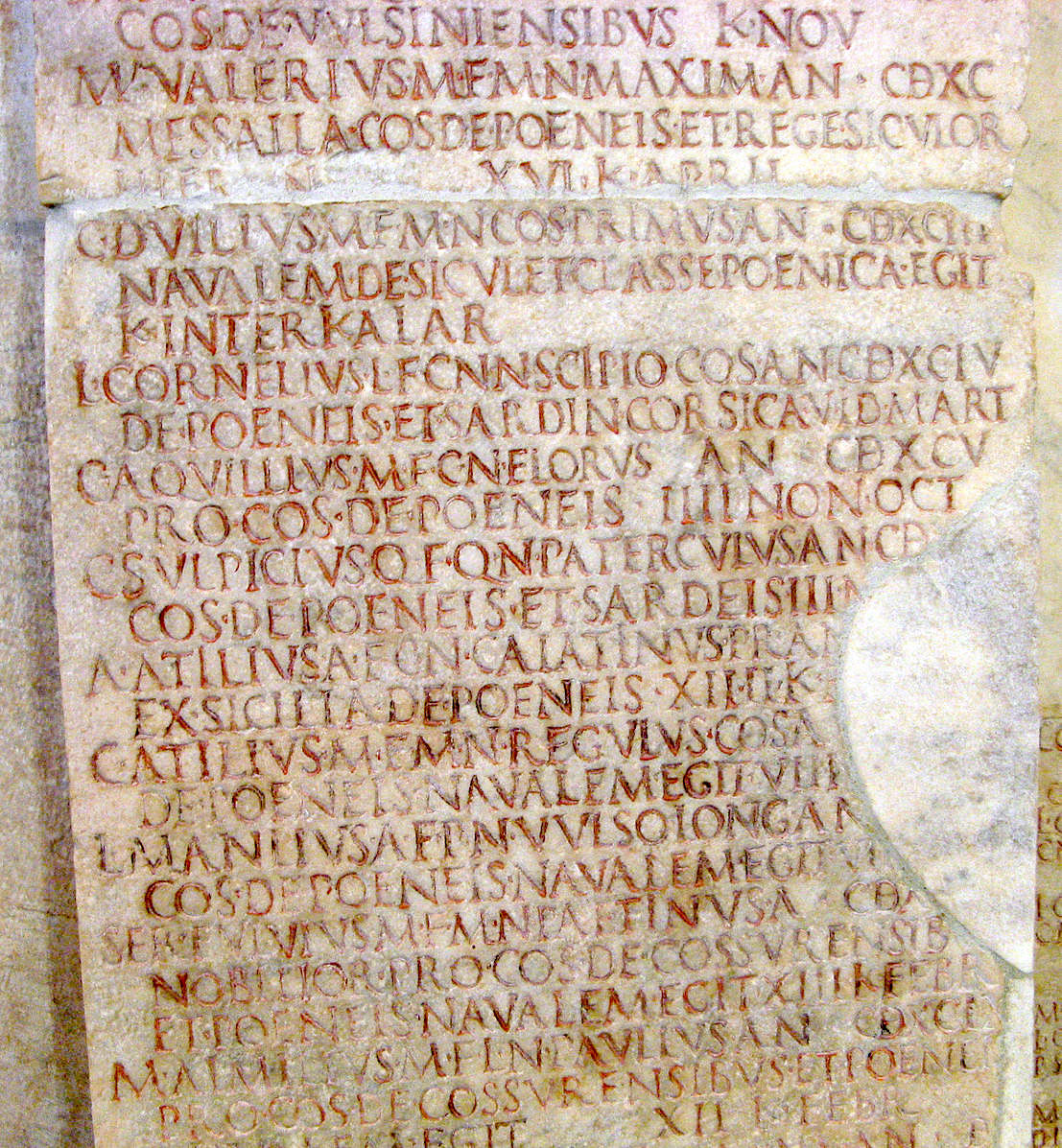
凱旋式記録のセグメントXX。第一次ポエニ戦争部分

凱旋式記録（ファスティ・トリウムファレス、またはアクタ・トリウムファリア）は、アウグストゥス帝統治下の紀元前12年頃にフォルム・ロマヌムに建てられた石版である。石版には凱旋式を実施した将軍の名前、父と祖父の名前、勝利した相手または場所、凱旋式実施日、が記録されている。一部の欠損はあるが、紀元前753年の半ば神話的なロームルスの凱旋式から、紀元前19年のプロコンスルであるルキウス・コルネリウス・バルブス（en）の凱旋式までが記載されている。アウグストゥスのファスティの断片にもローマとイタリア半島の属州での凱旋式が記録されており、補完資料として使われている。
多くの古代の歴史的な記録も凱旋式に触れている。そのほとんどは、彼らの指導者の道徳的な教訓を知らせるために書かれており、凱旋式の進行プロセス、パレード、慣例、それらの意味に関する正確な記述は少ない。この詳細な記録の欠如のために、異なる時期の様々な不完全な記録を用いて、一般化された（また間違っているかもしれない）凱旋式の様子を再現するのが精一杯である。

## 変遷

### 起源および王政時代
凱旋式の起源と発展は不明な部分が多い。ローマの歴史家達は、最初の凱旋式を伝説時代に遡らせており、ある者はローマの建国にまで、ある者はさらに古いとしている。語源研究家は、兵士が繰り返し唱和する「トリンペ（triumpe）」は、ギリシア語の「トリアンボス（θρίαμβος）」（サテュロスがディオニューソス/バックス神のドンチャン騒ぎで歌う聖歌）がエトルリア語経由で伝わったと考えている。プルタルコスや他のローマの資料は、最初の凱旋式を初代の王ロームルスが、カエニア（en）の王アクロンに勝利した際（ローマ建国とされる紀元前753年と同じ頃）としている。帝政初期の詩人オウィディウスは、ディオニューソス/バックス神がインドを征服して帰還し、虎が引く戦車に乗り、マイナデスやサテュロス、その他の様々な酔っぱらいが取り巻くという、愉快で詩的な凱旋パレードを描いている。アッリアノス（2世紀のギリシアの政治家）は、ディオニューソス神の祭に加え、アレクサンドロス大王の凱旋式にローマ的な要素を加えたものと考えている。ローマの多くの文化がそうであるように、ローマの凱旋式もエトルリアとギリシアの影響を受けていた。特に、凱旋将軍が着用した紫色のトガは、王政後期ののエトルリア系王（最後の3代）のトガに由来すると考えられる。
現存する帝政時代に作られた「凱旋式記録（凱旋式のファスティ）」には欠落部分があり、王政時代のものも完全ではない。初代の王ロームルスの二度の凱旋式の後、11行が欠落している。次の記録は第4代の王アンクス・マルキウス、第5代タルクィニウス・プリスクス、第6代セルウィウス・トゥッリウス、そして最後の王タルクィニウス・スペルブス（傲慢王）の凱旋式である。ファスティは王政時代からすると5世紀も後に作られたものであり、おそらくは公的に認められていた記録をいくつかの資料から集めて編纂されたものと思われる。同様に、現存する最古の王政時代の記録も、数世紀後に書かれたものであり、異なる伝承や功績を議論、再構築したものである。たとえば、ハリカルナッソスのディオニュシオスは、ロームルスの凱旋式を三度としているが、ティトゥス・リウィウスは一度も実施していないとし、その代わり最初のスポリア・オピーマ（敵の王や最高指揮官を一騎打ちで倒したものだけに贈られる最高の栄誉）の栄誉を与えている。倒した敵の武器と甲冑は、ユピテルに捧げられた。プルタルコスはロームルスの凱旋式は一度とし、戦車が使われたとする。タルクィニウス傲慢王は、「ファスティ」では二度の凱旋式を実施したことになっているが、ディオニュシオスは実施していないとしている。第二代の王で平和愛好家であったとされるヌマ・ポンピリウスが凱旋式を実施したという古代の記録は無い。

### 共和政時代
ローマの貴族達は傲慢王タルクィニウスを追放し、王政は終了した。彼らは王が持っていた権力と権威を自身で分かち合うことにして、政務官が選出されることとなった。政務官の最高位は定員2人の執政官（コンスル）であり、他の政務官同様に任期は1年で、連続した再選はできないこととなっていた。危機や緊急の場合は、元老院が一人の独裁官（ディクタートル）を選んで権力を集中させることもあったが、それでも永久に保障された王の権力には比較できなかった。独裁官に5回就任したマルクス・フリウス・カミルスは4度の凱旋式を実施しているが、彼でさえも罪を問われて最後にはローマを追放されている。後の資料によると、紀元前396年の凱旋式において、ユピテルとアポロにのみ許されていた4頭の白馬に戦車を引かせたことが問題視されたとされる。少なくとも、後にはそのような伝承ができた。凱旋将軍の振る舞いは、その同僚貴族達から厳しく監視されており、「1日だけの王」を越えるようないかなる兆候も警戒された。
共和政中期から後期になると、ローマの征服事業に伴う拡大は、政治・軍事的野心家達に格好の自己宣伝の機会を提供することになった。たとえば、ローマ最初の海外遠征となった第一次ポエニ戦争（紀元前264年 - 紀元前241年）では、合計16回の凱旋式が実施されている。共和政末期になると、凱旋式はさらに頻繁に実施され、豪華でお互いに競い合うものとなり、その展示の仕方も前回のものを上回るように工夫された（そして大抵は成功した）。ローマ社会と政治において、凱旋将軍を祖先に持つことは、それがはるかな過去の場合であっても、非常に有利であった。共和政末期の政治家・哲学者キケロ（彼自身は先祖に著名人を持たないノウス・ホモであった）もこれを指摘している。
ローマの歴史家達にとって、壮大な凱旋式での見せびらかしは、ローマの伝統である「農民の美徳」を損なうものであった。ハリカルナッソスのディオニュシオスは、彼の時代（共和政末期から帝政初期）の凱旋式は、「古来の伝統からあらゆる点で逸脱している」と述べている。道徳家達は、対外戦争の成功はローマの権力、安全保障、そして富を増やしたかもしれないが、堕落した貪欲さと浅はかさをもたらしたと嘆いた。リウィウスはこのような堕落は、紀元前187年のグナエウス・マンリウス・ウルソの凱旋式から始まったとしている。そこでは一般市民にガラティアの衣装、フルートを演奏する少女、その他の「魅惑的な晩餐の娯楽」等が提供された。大プリニウスは、ここに「食器棚と1脚テーブル」を追加しているが、ウルソからではなくそれよりやや早い紀元前189年のスキピオ・アシアティクスの凱旋式で「1400ポンドの銀食器と1500ポンドの黄金の器」が用いられたことが、贅沢化の始まりとしている。
グナエウス・ポンペイウスの三度の凱旋式も贅沢で物議をかもすものであった。最初のものは紀元前81年のシキリア属州、紀元前80年のヌミディア王ヒアルバスに対する勝利を讃えたものであったが、元老院の議論は割れた。しかしポンペイウスの庇護者で終身独裁官であったルキウス・コルネリウス・スッラの後押しで許可された。このときポンペイウスは24歳のエクィテス（騎士階級）に過ぎなかったが、これはスキピオ・アフリカヌスの34歳を大幅に上回る最年少記録であった。ローマの保守派は早すぎると反対していたが、多くは彼の若くしての成功を卓越した軍事的才能、神の恵み、彼個人の活力の表れと見ており、熱狂的な支持者も多かった。しかし彼の凱旋式は計画通りには進まなかった。彼の戦車は、アフリカでの勝利を記念して、象が牽引することとなっていたが、これは伝説的なバッカスの凱旋式をも上回るものとなったであろう。しかしその巨体のために象は凱旋門を通ることが出来ず、ポンペイウスは一旦下車して、馬につなぎ変えるまで待たねばならなかった。この失態は彼に対する批判者、また一部の兵士をも喜ばせたであろう。なぜなら、ポンペイウスは自費で募兵した3個軍団を率いていたが、兵士達は給与の支払い問題で反乱寸前であったためである。そうではあっても、支払いに対する彼の確固たる姿勢は保守派の間で彼の評判を高め、ポンペイウス自身もポピュリズム政治の教訓を学んだようである。彼の2回目の凱旋式は紀元前71年であったが（その年には4回の凱旋式が行われ、その最後がポンペイウスのものであった）、その際の部下に対する現金の支払いは過去の全ての記録を上回るとされた。プルタルコスによるとその額は信じられないほど高い。兵士一人当たり6,000セステルティウス（通常の年俸の6倍。0.5リットルのワインが0.5-1セステルティウスで買えた）、士官に対しては500万セステルティウスが支払われた。
ポンペイウスは紀元前61年に、第三次ミトリダテス戦争の勝利を祝う、自身三度目の凱旋式を行った。その規模は彼の競合者達だけでなく、過去の彼自身の凱旋式をも上回るものであった。それまでの伝統では、凱旋式は1日で完了するものであったが、この凱旋式は2日に渡り、贅沢な戦利品の展示を行った。プルタルコスは、この凱旋式はローマの代表者としてのポンペイウスの世界制覇を示すものであり、その業績はアレクサンドロス大王をもしのぐと述べている。大プリニウスの言では、真珠で覆われた「東方の豪華な宝物」のような彼の巨大な彫像は、後の彼の屈辱と暗殺を予言させるものであった。

### 帝政時代

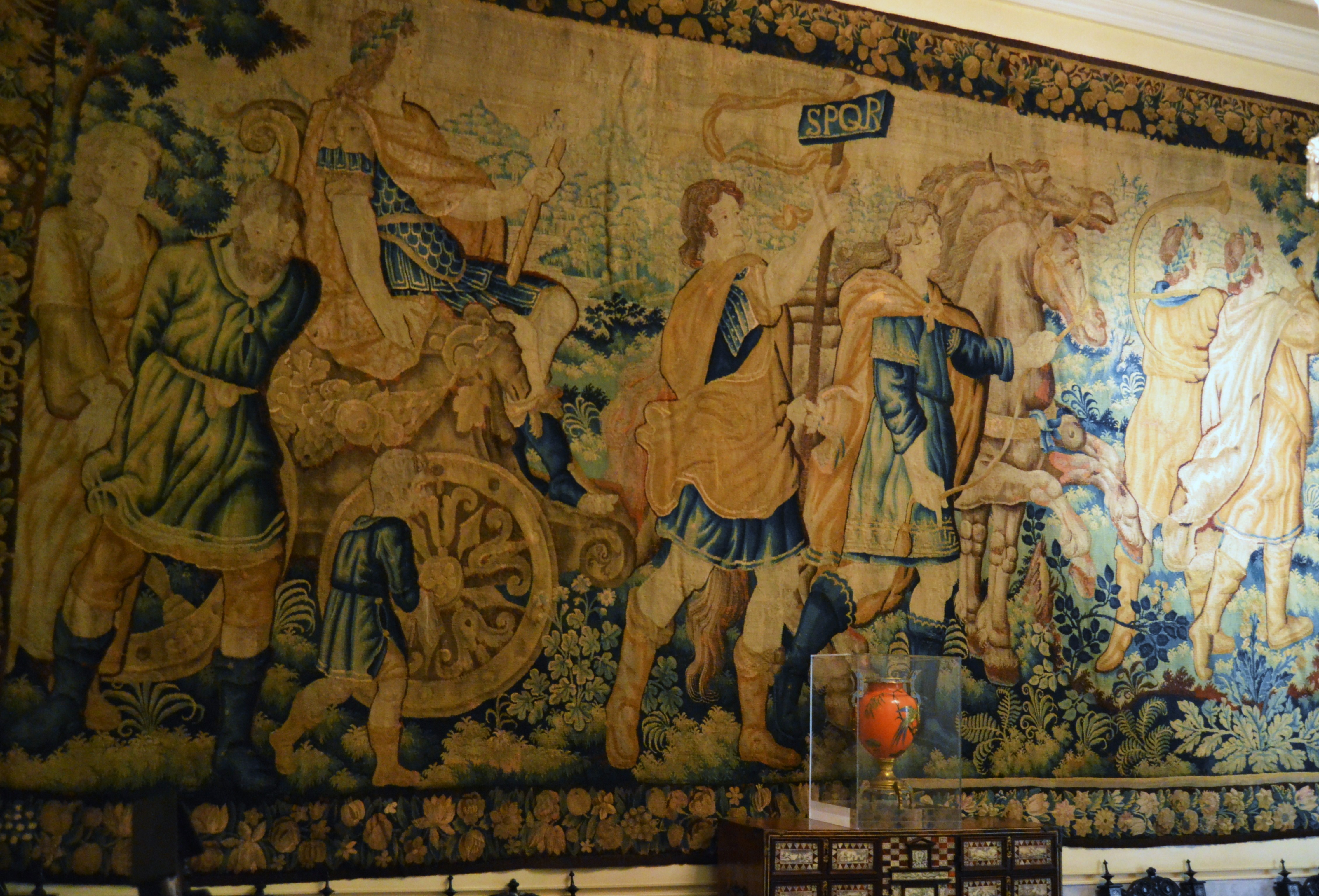
マルケス・ドス・アグアス宮殿のフラマン人のタペストリー

カエサルの暗殺後の紀元前27年、オクタウィアヌスは永久的なインペリウム（軍事指揮権）を手に入れ、永久的に元老院の長となり、アウグストゥスの称号を得た。前年にオクタウィアヌスはマルクス・リキニウス・クラッスス（第一回三頭政治を行った同名人物の孫）の凱旋式を、伝統的な基準に照らせば全て満たしていたにもかかわらず、一旦阻止していた。厳密に解釈すれば、帝政ローマにおける将軍は、支配者でありインペラトールである皇帝のレガトゥス（副官）に過ぎなかった。アウグストゥスは、この勝利は最高指揮官である自分の勝利であるとしたが、クラッススには次席の栄誉を与え、紀元前27年に凱旋式を認めている。クラッススはバスタルナエ（en）の王デルドを一騎打ちで倒しており、ローマ最高の栄誉であるスポリア・オピーマ（伝説的な人物を含めても過去3人、歴史的に確実なのはマルクス・クラウディウス・マルケッルス1人のみ）を得る権利を有していたが、これは与えられなかった。
凱旋式記録に掲載されている最後の凱旋式は、紀元前19年のルキウス・コルネリウス・バルブス（en）のものである。これ以降、凱旋式も皇帝礼拝制度に吸収され、最高軍事指揮官である皇帝のみが、その栄誉を受けることとなった。皇帝制度においては、アウグストゥスが共和政ローマを救い、再建したこととなっており、彼の凱旋式を恒久的なものとして祝った。また安定、平和、そして未曾有の繁栄の時代を担う、アウグストゥスの軍事的、政治的、宗教的リーダーシップを認めた。 それ以来、特に非難されることもなく、凱旋式は皇帝一家の特権となった。皇族以外の将軍は「凱旋将軍顕彰」か、あるいはクラウディウス帝時代のアウルス・プラウティウス（en）のように小凱旋式が認められた。元老院は、このような場合の議論と表決は行ってはいたものの、実際には結果は予め決まっていたと思われる。帝政時代には凱旋式の数は激減した。クラウディウス帝による、紀元44年のブリタンニア征服を祝う凱旋式から、トラヤヌス帝の死後に行われた凱旋式（117年-118年）まで70年以上実施されず、さらにその次は、166年に実施されたマルクス・アウレリウス帝のパルティアに対する勝利を祝う凱旋式であった。
帝政後期になると、凱旋式と執政官叙任や皇帝の公式都市訪問（アドウェントゥス）等の他の皇帝儀式が組み合わされるようになった。何人かの皇帝は、在位期間中常に移動しており、ローマにはほとんど帰らなかった。キリスト教信者の皇帝であるコンスタンティウス2世は、350年に帝位簒奪者であるマグネンティウスに勝利したが、数年後の357年に初めてローマに入り、「まるで彫像のように」戦車に乗って、凱旋式を行った。テオドシウス1世も簒奪者マグヌス・マクシムス（en）に勝利した後、389年6月13日に凱旋式をローマで実施した。詩人クラウディウス・クラウディアヌス（en）のホノリウス帝に対する賞賛の演説には、ローマで実施された、西ローマ帝国最後の凱旋式のことが含まれている。ホノリウスは404年1月1日に、彼の将軍であるスティリコが西ゴート王アラリック1世にポレンティアの戦い（en）とウェロナの戦い（en）で勝利したため、彼の6回目の執政官就任祝いを兼ねて凱旋式を実施した。キリスト教の殉教物語によれば、聖テレマクス（en）がこの凱旋式中に剣闘士闘技会を中止させようとして群集に殺されているが、これ以降剣闘士闘技会は廃止されている。しかし438年に西ローマ帝国皇帝ウァレンティニアヌス3世が剣闘士闘技の中止令を再度出していることから、完全には禁止されていなかったのかもしれない。
545年、既にビザンツ帝国となって150年近く経過していたが、ユスティニアヌス1世は、将軍ベリサリウス（東ローマ最高の将軍で、大スキピオの再来とも言われた）に凱旋式の栄誉を与えたが、その際に「極めて新しい」キリスト教とビザンツ文化の要素を取り入れた。ベリサリウスはヴァンダル王国の王ゲリメルに勝利し、アフリカ属州を取り戻した（ヴァンダル戦争）。凱旋式は首都コンスタンティノープルで実施された。6世紀の歴史家プロコピオスは、ベルサリウスに使えていた目撃者であるが、70年にティトゥス帝によってエルサレム神殿から略奪されたメノーラー（燭台）も含む戦利品が、パレードに加わったと述べている。これらの宝物はティトゥスの凱旋式の後はローマの平和の神殿 に保管されていたが、455年のヴァンダル族によるローマ略奪の際に強奪されていた。ベリサリウスは、これを取り戻していた。宝物自体はウェスパシアヌス帝とその子であるティトゥス帝の凱旋式を思い出させるものではあるが、ベリサリウスとゲリメルは小凱旋式のときのように、共に徒歩でパレードに加わった。パレードはユピテル神殿の生贄の儀式で終了するのではなく、コンスタンティノープルの大戦車競技場が終点であった。そこでは凱旋将軍は皇帝の前に跪き、キリスト教の祈りが行われた。

## 参考資料
- Aicher, Peter J. (2004). Rome alive : a source-guide to the ancient city. Wauconda, Ill.: Bolchazy-Carducci. ISBN 9780865164734 2015年10月19日閲覧。
- Bastien J-L, Le triomphe romain et son utilisation politique à Rome aux trois derniers siècles de la République, CEFR 392, Rome,  2007
- Bastien J-L, Le triomphe à Rome sous la République, un rite monarchique dans une cité aristocratique (IVe-Ier siècle av. notre ère) dans Guisard P. et Laizé C. (dir.), La guerre et la paix, coll. Cultures antiques, Ellipses, 2014, p. 509-526
- Beard, Mary: The Roman Triumph,The Belknap Press of Harvard University Press, Cambridge, Mass., and London, England, 2007. (hardcover). ISBN 978-0-674-02613-1
- Beard, M., Price, S., North, J., Religions of Rome: Volume 1, a History, illustrated, Cambridge University Press, 1998. ISBN 0-521-31682-0
- Bosworth, A. B., From Arrian to Alexander: Studies in Historical Interpretation, illustrated, reprint, Oxford University Press, 1988. ISBN 0-19-814863-1
- Bowersock, Glen W., "Dionysus as an Epic Hero," Studies in the Dionysiaca of Nonnos, ed. N. Hopkinson, Cambridge Philosophical Society, suppl. Vol. 17, 1994, 156-66.
- Brennan, T. Corey: "Triumphus in Monte Albano", 315-337 in R. W. Wallace & E. M. Harris (eds.) Transitions to Empire. Essays in Greco-Roman History, 360-146 B.C., in honor of E. Badian (University of Oklahoma Press, 1996)  ISBN 0-8061-2863-1
- Galinsky, G. Karl, The Herakles theme: the adaptations of the hero in literature from Homer to the twentieth century (Oxford, 1972). ISBN 0-631-14020-4
- Goell, H. A., De triumphi Romani origine, permissu, apparatu, via (Schleiz, 1854)
- Künzl, E., Der römische Triumph  (Münich, 1988)
- Lemosse, M., "Les éléments techniques de l'ancien triomphe romain et le probleme de son origine", in H. Temporini (ed.) ANRW I.2 (Berlin, 1972).  Includes a comprehensive bibliography.
- MacCormack, Sabine, Change and Continuity in Late Antiquity: the ceremony of "Adventus", Historia, 21, 4, 1972, pp 721–52.
- Pais, E., Fasti Triumphales Populi Romani (Rome, 1920)
- Richardson, J. S., "The Triumph, the Praetors and the Senate in the early Second Century B.C.", JRS 65 (1975), 50-63
- Schmidt-Hofner, Sebastian, "Trajan und die symbolische Kommunikation bei kaiserlichen Rombesuchen in der Spätantike", in R. Behrwald & C. Witschel (eds.) Rom in der Spätantike (Steiner, 2012) pp. 33–60. ISBN 978-3-515-09445-0
- Southern, Pat, Augustus, illustrated, reprint, Routledge, 1998. ISBN 0-415-16631-4
- Syme, Ronald, The Augustan Aristocracy (Oxford University Press, 1986; Clarendon reprint with corrections, 1989) ISBN 0-19-814731-7
- Versnel, H S: Triumphus: An Inquiry into the Origin, Development and Meaning of the Roman Triumph (Leiden, 1970)
- Wienand, Johannes, "O tandem felix civili, Roma, victoria! Civil War Triumphs From Honorius to Constantine and Back", in J. Wienand (ed.) Contested Monarchy: Integrating the Roman Empire in the 4th Century AD (Oxford, 2015) pp. 169–197 ISBN 978-0-19-976899-8
- Wienand, Johannes; Goldbeck, Fabian; Börm, Henning: Der römische Triumph in Prinzipat und Spätantike. Probleme – Paradigmen – Perspektiven, in F. Goldbeck, J. Wienand (eds.): Der römische Triumph in Prinzipat und Spätantike (Berlin/New York, 2017), pp. 1–26.
- Zaho, Margaret A, and Bernstein, Eckhard, Imago Triumphalis: The Function and Significance of Triumphal Imagery for Italian Renaissance Rulers, Peter Lang Publishing Inc, 2004, ISBN 978-0-8204-6235-6